# Neritos pectinata
Neritos pectinata là một loài bướm đêm thuộc phân họ Arctiinae, họ Erebidae.